# Rogério de Mortemer
Rogério de Mortemer (também referido como Rogério Mortimer, Rogério "fili Episcopi", antes de 990 — depois de 1074), fundou a abadia de Saint-Victor-l'Abbaye no Pays de Caux da Alta Normandia, no início de 1074 d.C.. Reivindicou o castelo construído por Guilherme FitzOsbern, 1.º Conde de Hereford, que estava situado na foz do rio de Eaulne em Mortemer. Este castelo era o principal baronato dos descendentes de Rogério. Foi o primeiro ancestral normando a assumir o nome de Mortimer, como no topônimo Morte-mer-en-Braai, o terreno em que a vila e o castelo estavam localizados.

## Fundo

### Castelo em Mortemer
Em 1054, o território de Évreux foi invadido pelos exércitos franceses liderados por Odo, o irmão do rei Henrique I de França. Em resposta, o duque Guilherme II da Normandia enviou seu general Rogério "fili Episcopi", junto com outros comandantes, para se opor as forças de Odo. Eles se conheceram no castelo em Mortemer onde ocorreu a batalha de Mortemer. Rogério foi vitoriosa contra Odo, com Guy I, Conde de Ponthieu tornando-se prisioneiro. Rogério, em seguida, tomou posse do castelo em Mortemer e assumiu seu nome. No entanto, seu domínio sobre a propriedade foi de curta duração devido a uma violação de seus deveres com o duque Guilherme. Rogério tinha entretido um inimigo do duque, que era um agente francês conhecido como conde Raul III, "o Grande". Conde Raul era sogro de Rogério, e assim ele deu abrigo ao conde por três dias no seu castelo em Mortemer até este ser capaz de retornar com segurança para seus próprios territórios. Ao descobrir a notícia de que Rogério estava fornecendo refúgio seguro para um inimigo, o duque Guilherme baniu Rogério da Normandia e confiscou seus bens, dando-lhes a seu sobrinho, Guilherme de Warenne. Eventualmente, Rogério foi perdoado pelo duque, mas nunca foi capaz de manter o castelo em Mortimer. Não até seu filho, Ranulfo de Mortimer, ser capaz de reaver a propriedade pela concessão do duque normando.

### Família
Rogério de Mortimer tem sido referido como filius Episcopi, "filho do bispo". Assim, ele foi identificado como o filho de Hugo, bispo de Coutances. A mãe de Rogério era sobrinha de Gunora, duquesa da Normandia. Seu irmão Ranulfo (ou Raul), foi o fundador da casa de Warenne e era estreitamente relacionado com Guilherme de Warenne como observado por Orderico Vital. No entanto, Guilherme não era o pai de Rogério, ou irmão, mas seu sobrinho.
Rogério casou-se com Hadewisa, uma senhora que herdou o Vill de Mees na boca do rio Bresle e no distrito de Le Vimeu. Seu pai era Raul III, "O Grande", conde de Amiens. Rogério e Hadewisa tiveram pelo menos três filhos: Ranulfo, Hugo e Guilherme.